# 天問1号
天問1号（てんもんいちごう、拼音: Tiānwèn ティエンウェン、Tianwen-1） は、中華人民共和国が2020年7月23日に打ち上げに成功した火星探査ミッションで用いる探査機の名称である。
中国が打ち上げ・着陸に成功した初の火星探査機である（2011年にロシア連邦に委託した「蛍火1号」打ち上げは失敗したため）。

## 概要
探査機は火星軌道を周回するオービターと着陸船(ランダー)、探査車（マーズ・ローバー）から構成されている。探査機の名称の「天問」は戦国時代の詩人、屈原が宇宙創造伝説などへの疑問をつづった詩『天問』に由来し、真理を追究する精神を託した。探査機の総質量は約5tで、周回機には各種カメラのほか、磁力計、地中探査レーダー、赤外線分光計、荷電粒子・中性粒子センサーを搭載する。探査車の質量は約240kgで、太陽光で駆動し、航法や探査に使う各種カメラのほか、レーザー誘起ブレークダウン分光計、磁場検出器、地中レーダーなどを搭載、約90火星日（約90地球日）間稼働する予定で、地形や地質、気象の調査を予定している。探査車は中国神話の祝融にちなんで「祝融号」と命名された。

## 発射
2020年7月23日、海南省の文昌衛星発射場から長征5号ロケットで打ち上げられた。

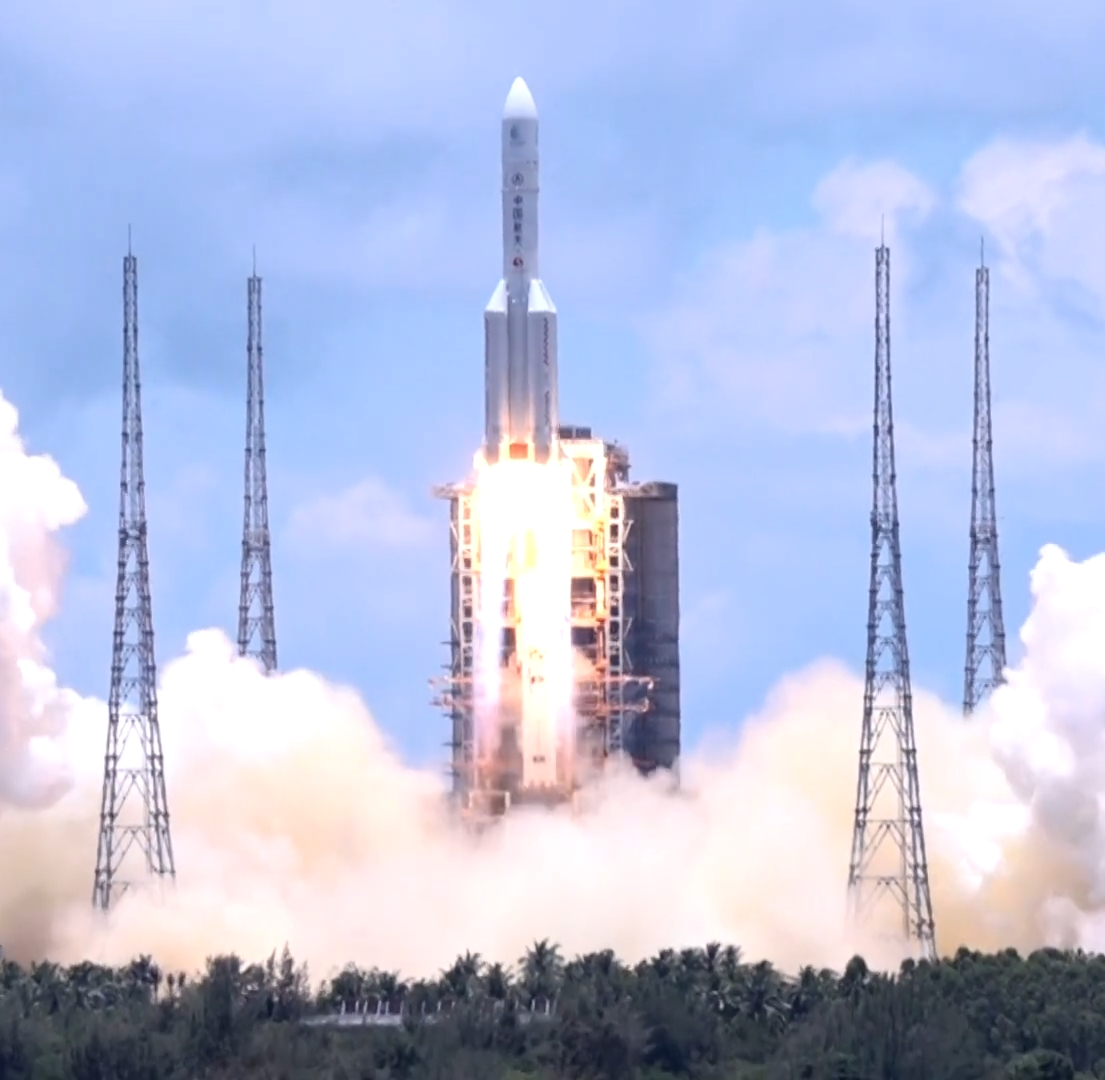
長征5号で打ち上げられる天問1号
- 打ち上げ成功の宣言
- 打ち上げと観衆の様子
- 着陸の様子を示したCG

## 探査車

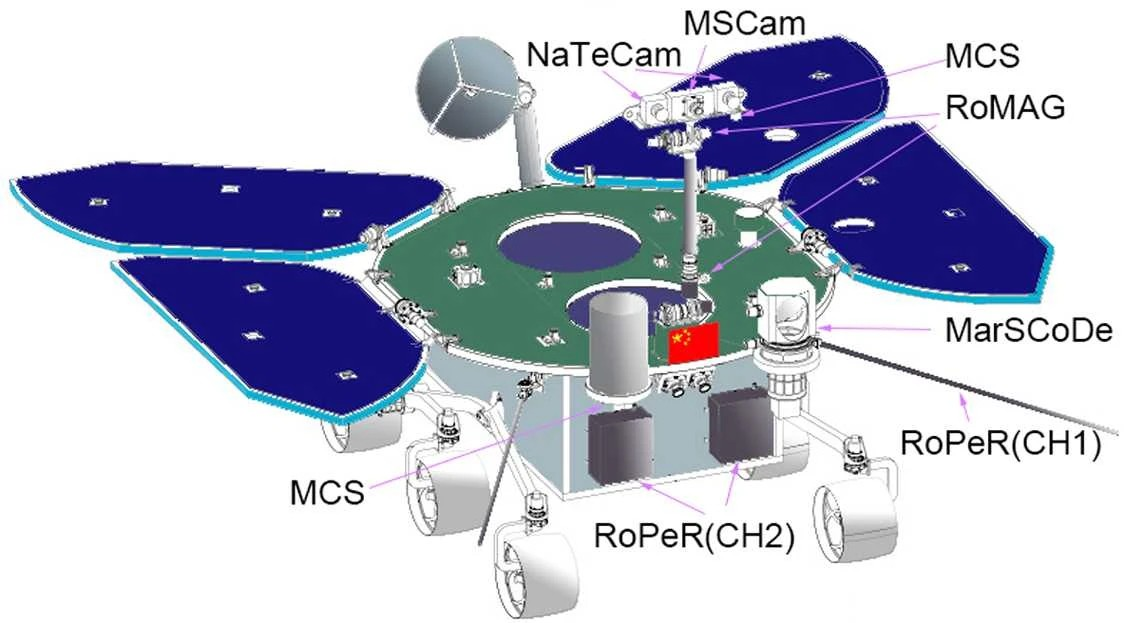
祝融号の構造
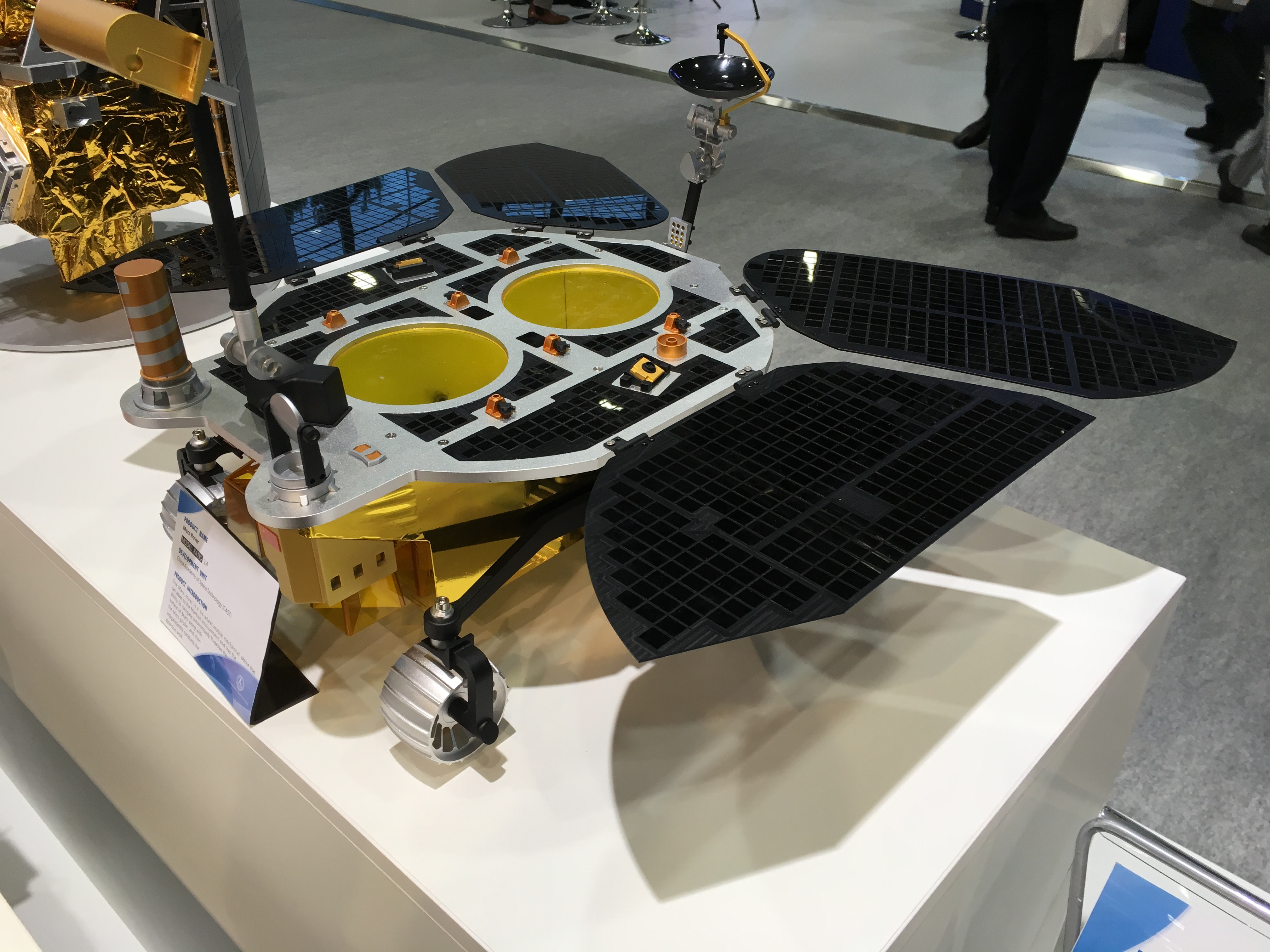
祝融号の模型

## 探査活動の進捗

### 2021年
- 2月5日、火星まで220万kmの地点にて、撮影した火星画像が公開された[8]。
- 2月10日20時頃 (CST)、火星周回軌道投入[9]。
- 5月14日23：18(UTC)、着陸船（ランダー）がユートピア平原の南部にある着陸予定地点に無事着陸した。ランダーと探査車「祝融」を積んだ大気圏突入カプセルが大気圏突入後、パラシュートを開き減速、逆噴射を経て、ランダーは予定地点にソフトランディングした[10][11]。
- 5月22日11時半過ぎ (JST)、探査車が着陸機を離れて火星表面での活動を開始。火星表面の探査はアメリカ合衆国に続いて2か国目[12]。

### 2022年
- 1月1日、中国国家航天局は「天問１号」から送信された、周回機の一部、火星の北極冠、周回機と火星などの画像を公開した[13]。
- 3月7日、米国の「パーサヴィアランス(Perseverance)」火星探査車を撮影した[14]。
- 6月29日、火星への既定のリモートセンシング探査ミッションを完了[15]。
- 9月18日から22日まで開催された第73回国際宇宙会議（IAC）にて、「天問1号」は火星周回、着陸、巡視探査を1回の探査で実現したのは人類史上初として、「天問１号」のミッションチームが国際宇宙航行連盟（IAF）の2022年度「世界宇宙賞」を受賞、またすでに休眠状態にある「祝融号（Zhurong）」火星探査車は今年の12月に自主的に再起動する予定[16]。

## 写真

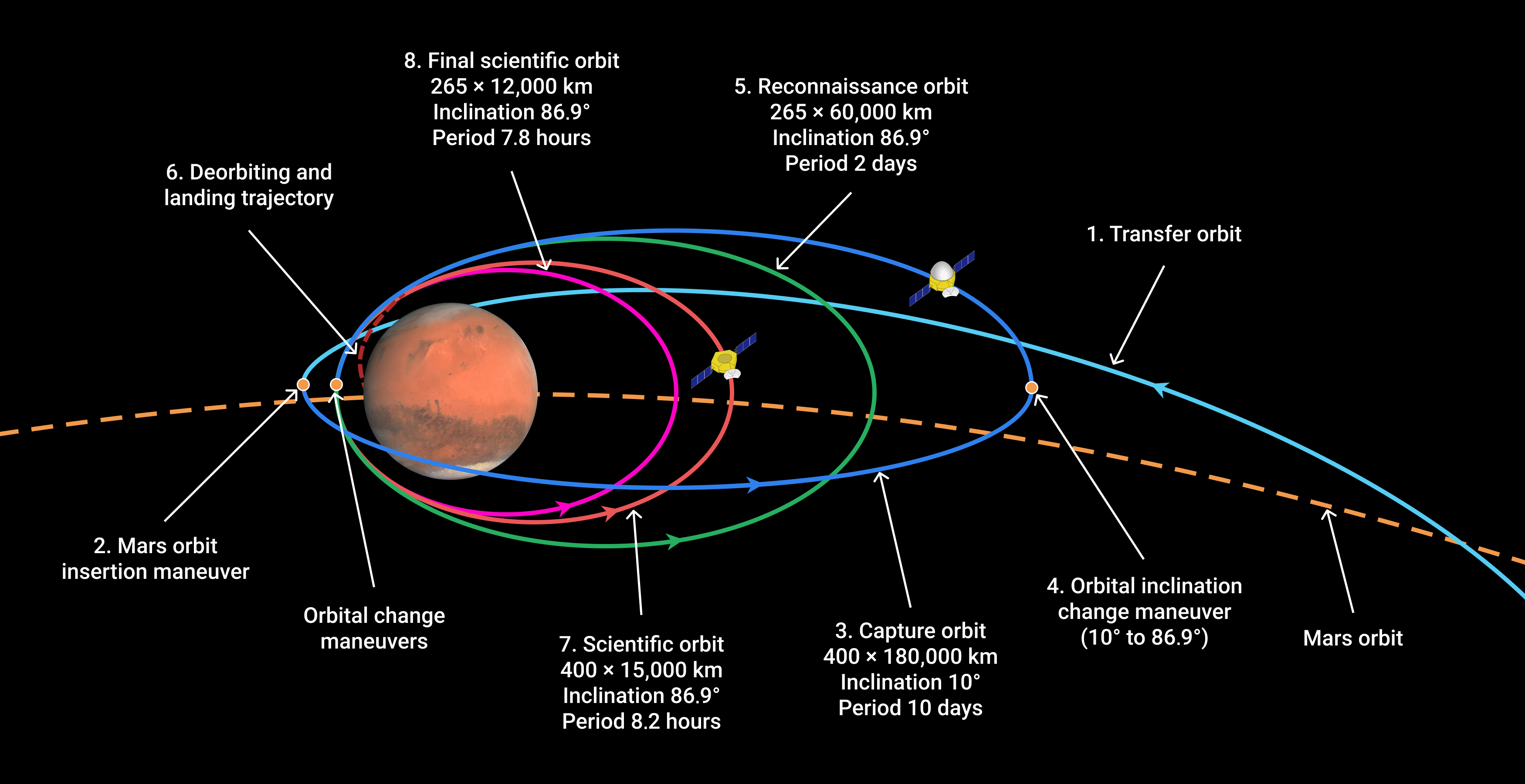
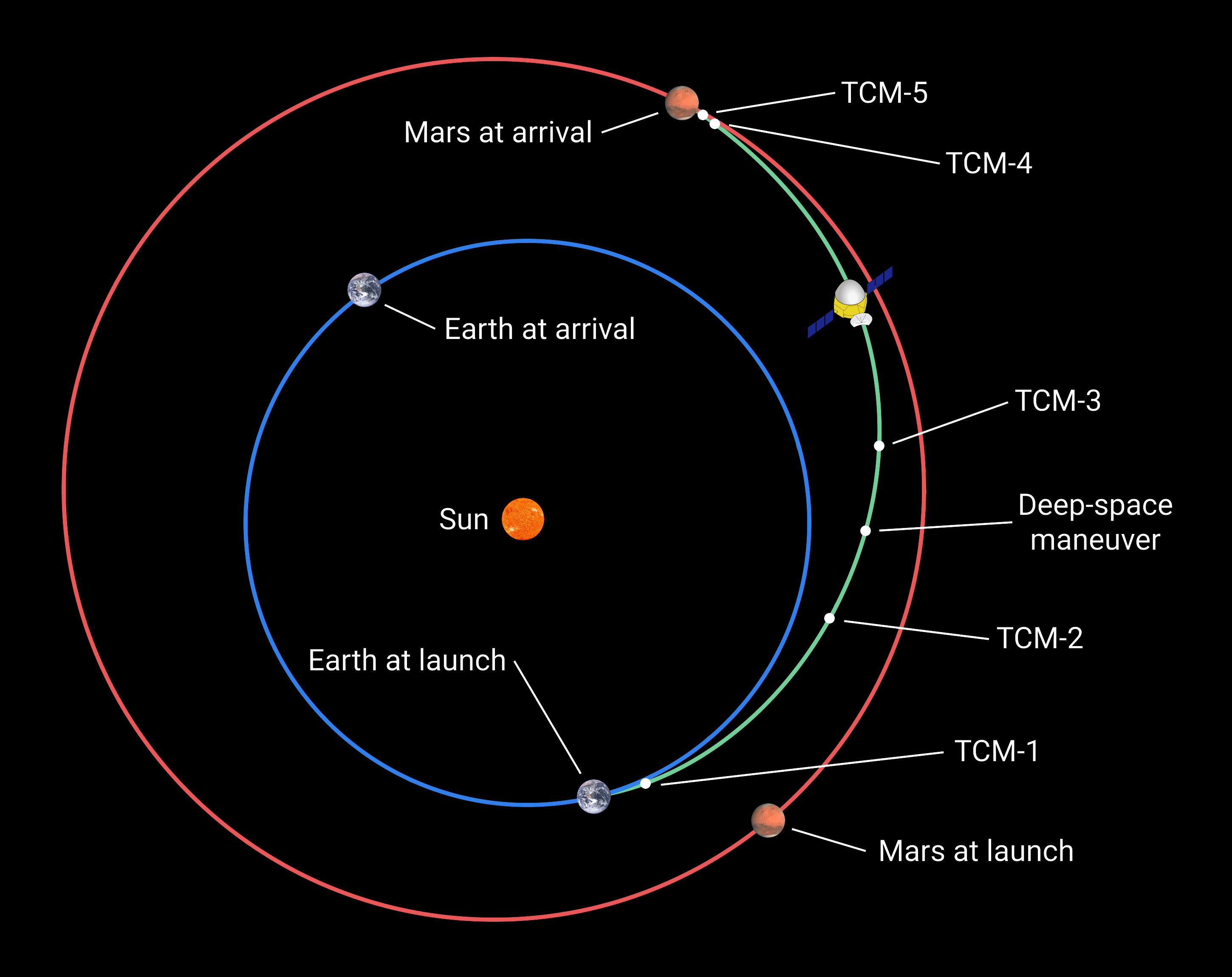
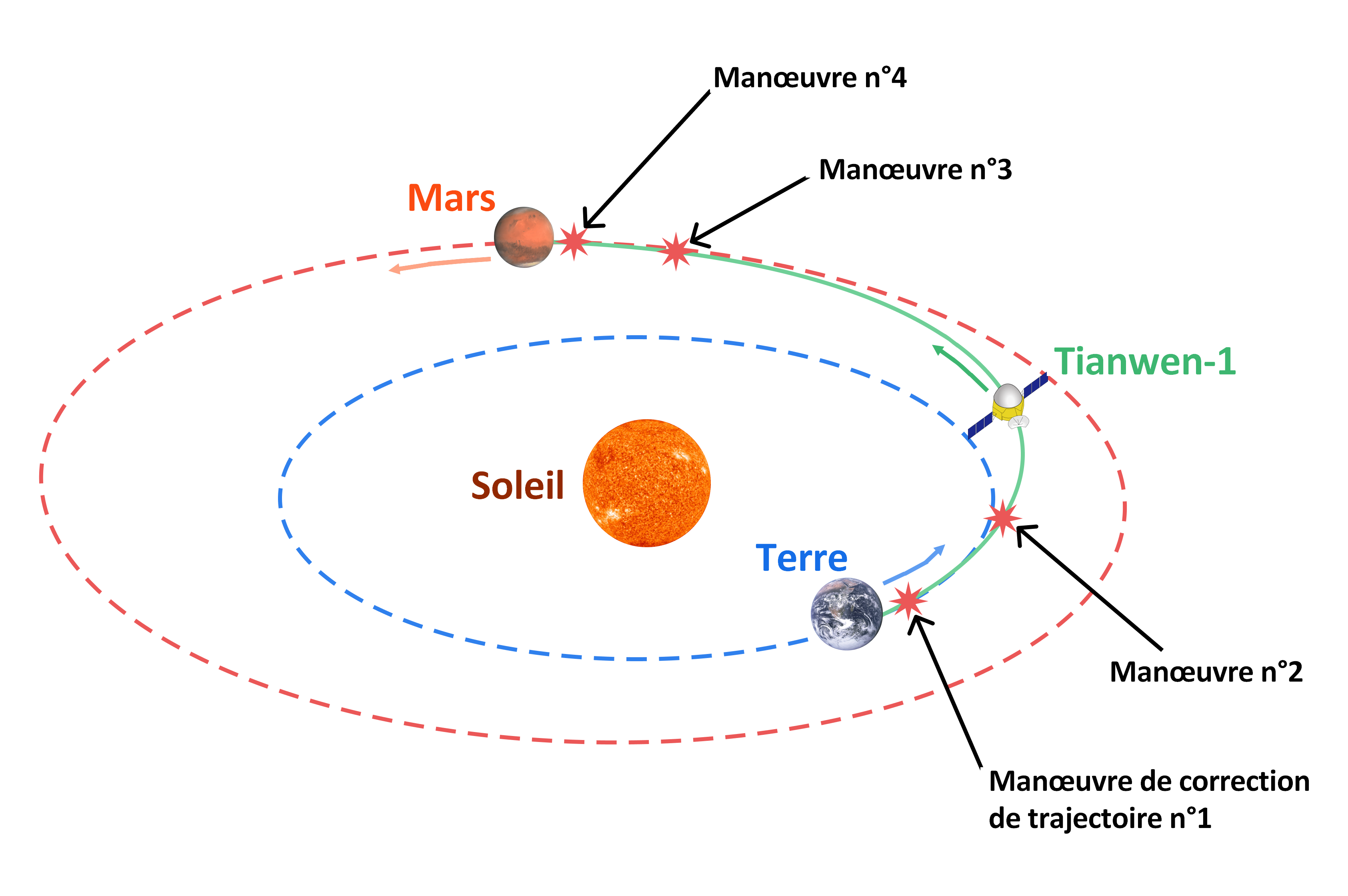
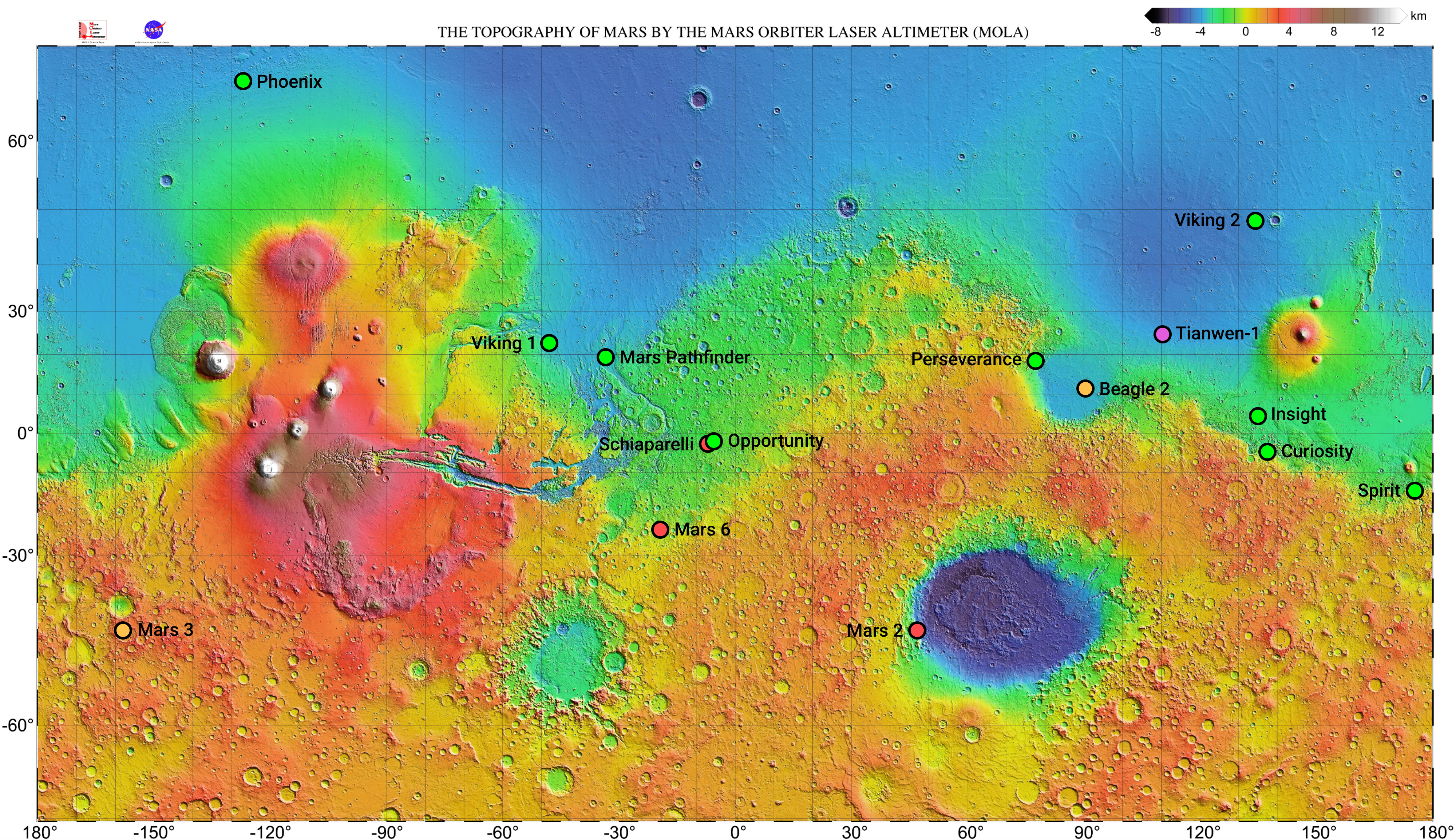
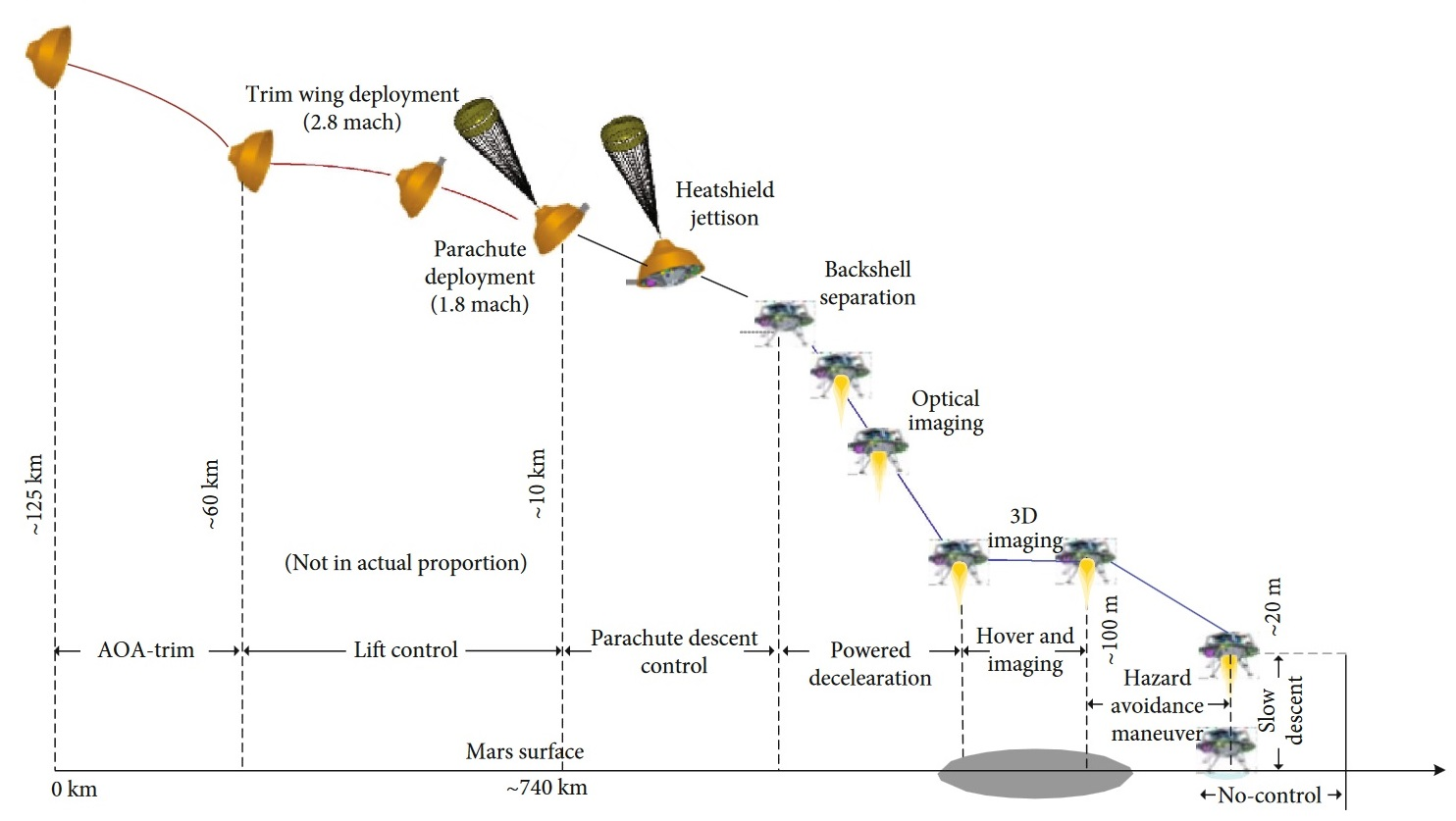
着陸の過程
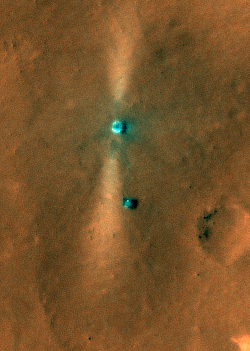
2021年6月6日にアメリカ航空宇宙局のMROのHiRISE（英語版）に撮影された祝融号と着陸船